# Servant, Puy-de-Dôme
Servant är en kommun i departementet Puy-de-Dôme i regionen Auvergne-Rhône-Alpes i centrala Frankrike. Kommunen ligger i kantonen Menat som tillhör arrondissementet Riom. År 2022 hade Servant 559 invånare.

## Befolkningsutveckling
Antalet invånare i kommunen Servant
| Referens: INSEE |